# وراکروز، کوپان
وراکروز، کوپان (به اسپانیایی: Veracruz, Copán) یک شهرستان در هندوراس است که در کوپان واقع شده‌است.